# Megalopenthimia flava
Megalopenthimia flava är en insektsart som beskrevs av Evans 1954. Megalopenthimia flava ingår i släktet Megalopenthimia och familjen dvärgstritar. Inga underarter finns listade i Catalogue of Life.